# Citlalli 1988-89

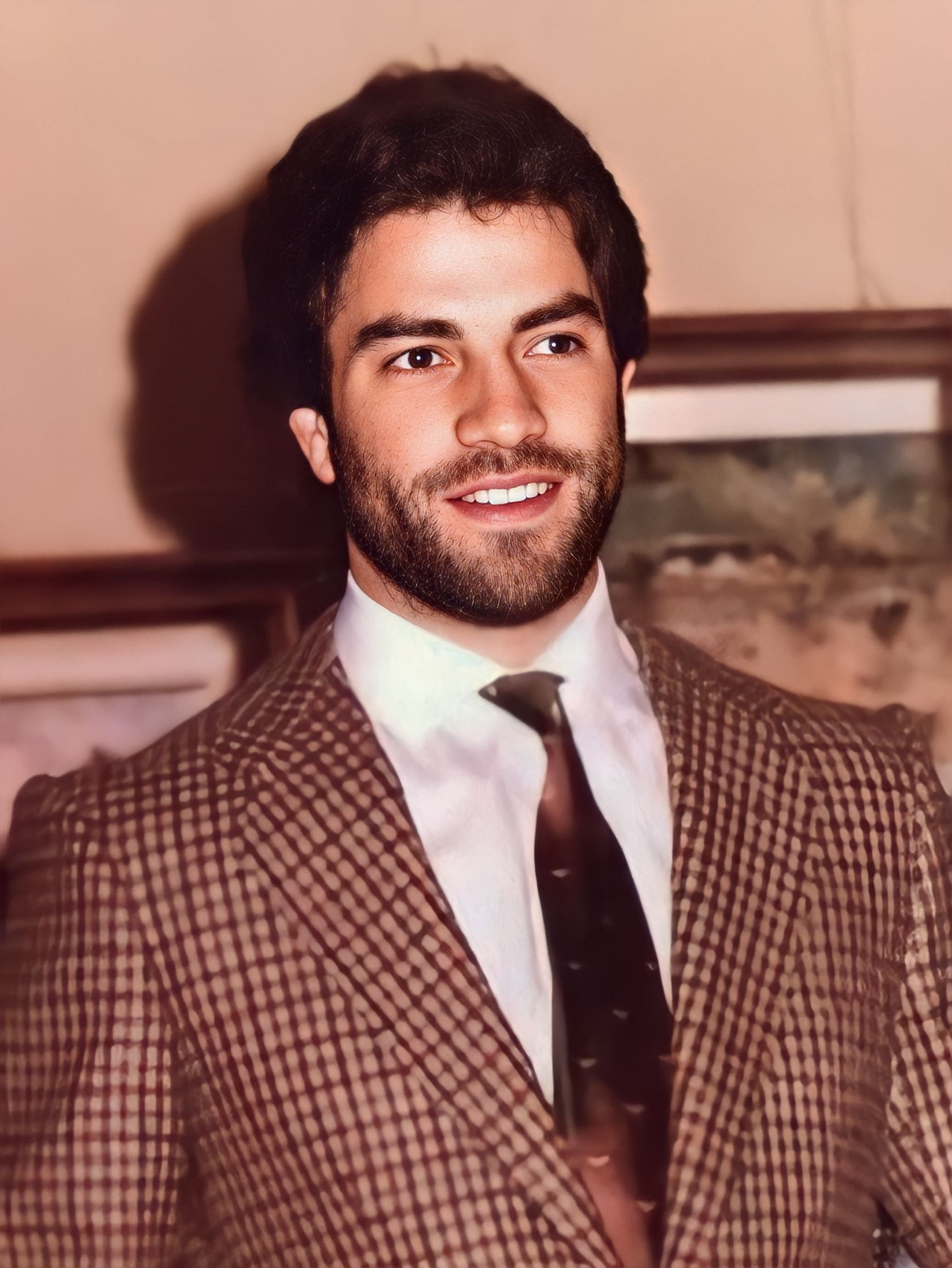
Patricio Hernández, ganador del premio al mejor jugador en la temporada 1988-89.

El Citlalli 1988-89 fue la xiv edición de la ceremonia de premios a lo más destacado del fútbol mexicano, correspondiente a la temporada 1988-89, organizada por la Federación Mexicana de Fútbol Asociación.
El ganador del premio al mejor jugador fue Patricio Hernández, luego de encaminar a Cruz Azul a la final de torneo y haber anotando 32 goles en la campaña (incluyendo la Liguilla y el torneo de Copa). Con esto, se convirtió en el tercer argentino en lograr el máximo galardón, luego de los guardametas Miguel Marín (1979-80) y Héctor Miguel Zelada (1983-84). No obstante, la entrega del premio resultó polémica, pues, pese a estar nominado en la terna, Hernández no ganó el trofeo al mejor en su posición y sin embargo fue elegido el mejor jugador del año, como le ocurrió a Antônio Carlos Santos en la ceremonia anterior. No fueron los mejores en su posición, pero si los mejores jugadores del torneo.

## Resumen de premios
| Premio                 | Ganador              | Equipo               |
| ---------------------- | -------------------- | -------------------- |
| Futbolista del año     | Patricio Hernández   | Cruz Azul            |
| Portero del año        | Alberto Aguilar      | Puebla               |
| Defensa del año        | Roberto Ruiz Esparza | Puebla               |
| Centrocampista del año | Jorge Aravena        | Puebla               |
| Delantero del año      | Carlos Poblete       | Puebla               |
| Entrenador del año     | Jorge Silva Vieira   | América              |
| Novato del año         | Mario Ordiales       | Atlante              |
| Preparador físico      | Axel Bierbaum        | Cruz Azul            |
| Campeón de goleo       | Sergio Lira          | Tampico Madero       |
| Líder general          | Puebla               | Puebla               |
| Árbitro del año        | Arturo Brizio Carter | Arturo Brizio Carter |

## Equipo ideal
El equipo ideal del torneo fue elegido tomando como base los jugadores y entrenador premiados, así como otros elementos destacados a lo largo de la temporada regular a partir de los registros estadísticos.
| Portero         | Defensores                                       | Mediocampistas                                                         | Delanteros                               | Entrenador         |
| --------------- | ------------------------------------------------ | ---------------------------------------------------------------------- | ---------------------------------------- | ------------------ |
| Alberto Aguilar | Juan Hernández Roberto Ruiz Esparza Alfredo Tena | Patricio Hernández Armando Romero Mario Ordiales Antônio Carlos Santos | Jorge Aravena Sergio Lira Carlos Poblete | Jorge Silva Vieira |